# Kabinet-Ichiro Hatoyama II
Het kabinet–Ichiro Hatoyama II (Japans: 第2次鳩山一郎内閣) was de regering van het Keizerrijk Japan van 20 maart 1955 tot 22 november 1955.

## Kabinet–Ichiro Hatoyama II (1955)
| Ambtsbekleder                                  | Ambtsbekleder     | Ambtsbekleder                            | Functie                                     | Ambtstermijn     | Ambtstermijn     | Partij |
| ---------------------------------------------- | ----------------- | ---------------------------------------- | ------------------------------------------- | ---------------- | ---------------- | ------ |
|                                                | Ichiro Hatoyama   | Ichiro Hatoyama 鳩山一郎 (1883–1959)     | Premier                                     | 10 december 1954 | 23 december 1956 | JDP    |
|                                                | Mamoru Shigemitsu | Mamoru Shigemitsu 重光葵 (1887–1957)     | Vicepremier                                 | 10 december 1954 | 23 december 1956 | JDP    |
| Minister van Buitenlandse Zaken                | Mamoru Shigemitsu | Mamoru Shigemitsu 重光葵 (1887–1957)     |                                             | 10 december 1954 | 23 december 1956 | JDP    |
|                                                |                   | Ryutaro Nemoto 根本龍太郎 (1907–1990)    | Secretaris- generaal                        | 10 december 1954 | 23 december 1956 | JDP    |
|                                                | Naoto Ichimanda   | Naoto Ichimanda 一万田尚登 (1893–1984)   | Minister van Financiën                      | 10 december 1954 | 23 december 1956 | JDP    |
|                                                | Shiro Hanamura    | Shiro Hanamura 花村四郎 (1891–1963)      | Minister van Justitie                       | 10 december 1954 | 22 november 1955 | JDP    |
|                                                | Tanzan Ishibashi  | Tanzan Ishibashi 石橋湛山 (1884–1973)    | Minister van Economische Zaken              | 10 december 1954 | 23 december 1956 | JDP    |
|                                                | Shuji Kawasaki    | Shuji Kawasaki 川崎秀二 (1911–1978)      | Minister van Volksgezondheid en Welzijn     | 20 maart 1955    | 22 november 1955 | JDP    |
|                                                |                   | Takao Nishida 西田隆男 (1901–1967)       | Minister van Arbeid                         | 20 maart 1955    | 22 november 1955 | JDP    |
|                                                | Kenzo Matsumura   | Kenzo Matsumura 松村謙三 (1883–1971)     | Minister van Onderwijs                      | 20 maart 1955    | 22 november 1955 | JDP    |
|                                                | Takeo Miki        | Takeo Miki 三木武夫 (1907–1988)          | Minister van Transport en Infrastructuur    | 10 december 1954 | 22 november 1955 | JDP    |
|                                                |                   | Yutaro Takeyama 竹山祐太郎 (1901–1982)   | Minister van Bouw en Constructie            | 10 december 1954 | 22 november 1955 | JDP    |
|                                                | Ichiro Kohno      | Ichiro Kohno 河野一郎 (1898–1965)        | Minister van Landbouw, Bosbouw en Visserij  | 10 december 1954 | 23 december 1956 | JDP    |
|                                                | Takechiyo Matsuda | Takechiyo Matsuda 松田竹千代 (1888–1980) | Minister van Communicatie en Post           | 20 maart 1955    | 22 november 1955 | JDP    |
|                                                |                   | Arata Sugihara 杉原荒太 (1899–1982)      | Directeur- generaal van de JSDF             | 20 maart 1955    | 31 juli 1955     | JDP    |
|                                                | Soenada Shigemasa | Soenada Shigemasa 砂田重政 (1884–1957)   | Directeur- generaal van de JSDF             | 31 juli 1955     | 22 november 1955 | JDP    |
|                                                | Shojiro Kawashima | Shojiro Kawashima 川島正次郎 (1901–1967) | Directeur- generaal voor Binnenlandse Zaken | 20 maart 1955    | 22 november 1955 | JDP    |
| Directeur- generaal voor Administratieve Zaken | Shojiro Kawashima | Shojiro Kawashima 川島正次郎 (1901–1967) |                                             | 20 maart 1955    | 22 november 1955 | JDP    |

Yoshida I ·
Katayama ·
Ashida ·
Yoshida II ·
Yoshida III ·
Yoshida IV ·
Yoshida V ·
I. Hatoyama I ·
I. Hatoyama II ·
I. Hatoyama III ·
Ishibashi ·
Kishi I ·
Kishi II ·
Ikeda I ·
Ikeda II ·
Ikeda III ·
Sato I ·
Sato II ·
Sato III ·
K. Tanaka I ·
K. Tanaka II ·
Miki ·
T. Fukuda ·
Ohira I ·
Ohira II ·
Suzuki ·
Nakasone I ·
Nakasone II ·
Nakasone III ·
Takeshita ·
Uno ·
Kaifu I ·
Kaifu II ·
Miyazawa ·
Hosokawa ·
Hata ·
Murayama ·
Hashimoto I ·
Hashimoto II ·
Obuchi ·
Mori I ·
Mori II ·
Koizumi I · 
Koizumi II ·
Koizumi III ·
Abe I ·
Y. Fukuda ·
Aso ·
Y. Hatoyama ·
Kan ·
Noda ·
Abe II ·
Abe III ·
Abe IV ·
Suga ·
Kishida I ·
Kishida II